# بری آنس‌ورث
بری آنس‌ورث (انگلیسی: Barry Unsworth; ۱۰ اوت ۱۹۳۰ – ۴ ژوئن ۲۰۱۲) نویسنده اهل بریتانیا بود.
وی همچنین برندهٔ جوایزی همچون جایزه ادبی من بوکر شده‌است.
او به خاطر داستان‌های تاریخی‌اش شهرت داشت. وی ۱۷ رمان منتشر کرد و سه بار در فهرست نهایی جایزه بوکر قرار گرفت و یک بار برای رمان گرسنگی مقدس در سال ۱۹۹۲ برنده شد.

## زندگی‌نامه
بری آنس‌ورث در وینگیت، یک روستای معدنی در شهرستان دورهام، انگلستان، در خانواده ای معدنچی به دنیا آمد. پدرش برای اولین بار در سن ۱۲ سالگی وارد معادن شد و معمولاً آنسورث او را به عنوان یک معدنچی دنبال می‌کرد. اما زمانی که پدرش ۱۹ ساله بود، چند سالی به آمریکا سفر کرد و پس از بازگشت به بریتانیا وارد تجارت بیمه شد و به این ترتیب شروع به حرکت خانواده‌اش از نردبان اقتصادی و خروج از معادن کرد. گفت: «او من و برادرم را از زنجیره طولانی تداومی که در دهکده‌های معدن اتفاق می‌افتد نجات داد.»
او در سال ۱۹۵۱ از دانشگاه منچستر فارغ‌التحصیل شد و به مدت یک سال در فرانسه زندگی کرد و به تدریس زبان انگلیسی پرداخت. او همچنین در طول دهه ۱۹۶۰ سفرهای زیادی به یونان و ترکیه کرد و در دانشگاه آتن و دانشگاه استانبول سخنرانی کرد. رمان‌های او دربارهٔ امپراتوری عثمانی، خشم کرکس و جزیره پاسکالی، از این تجربیات الهام گرفته شده‌است. او اولین رمان خود را در سال ۱۹۶۶ منتشر کرد، رمان دوم او، یونانیان یک کلمه برای آن دارند، حاصل تجربه تدریس او در آتن بود.
در سال ۱۹۹۹ او استاد مدعو در کارگاه نویسندگان آیووا در دانشگاه آیووا بود. در سال ۲۰۰۴ در کالج کنیون در اوهایو در کلاس‌های ادبیات و نویسندگی خلاق تدریس کرد.
در سال‌های آخر زندگی‌اش، او با همسر دومش که تبعه فنلاند بود، در شهر پروجا، شهری در منطقه اومبریا ایتالیا زندگی می‌کرد. رمان او پس از هانیبال توصیفی تخیلی از تلاش‌های او برای اسکان در حومه ایتالیا است.
آنسورث در سال ۲۰۱۲ بر اثر سرطان ریه در پروجا، ایتالیا درگذشت. او ۸۱ سال داشت. آنسورث در همان روزی که ری بردبری درگذشت. همان‌طور که سینتیا کراسن در وال استریت ژورنال گفت: "آقای بردبری آینده را اختراع کرد و آقای آنسورث گذشته را اختراع کرد.

## کتاب گرسنگی مقدس
رمان «گرسنگی مقدس»، شاخص‌ترین اثر بری آنسورث است که جایزه بوکر ۱۹۹۲ را از آن خود کرده‌است.

## آثار و کتب
- سنگ (Stone)
- ساحل کاسپین (The Quality of Mercy)
- زندگی در انگلیس در قرن هجدهم (Life in England in the Eighteenth Century)
- تاریخچهٔ ادبیات انگلیس (History of English Literature)
- ارثیه و جزیره (The Ruby in Her Navel)
- لنگاری (Land of Marvels)
- گرسنگی مقدس (Sacred Hunger)
- جمعیت (Morality Play)
- دریای پیاز (The Onion Field)
- تاپیوکا (The Ruby in Her Navel)
- بازگشت به لیبرتی (The Rage of the Vulture)
- دریایی بدون نام (After Hannibal)
- ارباب و نوکر (Master and Servant)